# Myrmecium
Genre
Myrmecium est un genre d'araignées aranéomorphes de la famille des Corinnidae.

## Distribution
Les espèces de ce genre se rencontrent en Amérique du Sud.

## Description
Ce sont des araignées myrmécomorphes.

## Liste des espèces
Selon World Spider Catalog (version 20.5, 13/12/2019) :
- Myrmecium amphora Candiani & Bonaldo, 2017
- Myrmecium bifasciatum Taczanowski, 1874
- Myrmecium bolivari Candiani & Bonaldo, 2017
- Myrmecium bonaerense Holmberg, 1881
- Myrmecium camponotoides Mello-Leitão, 1932
- Myrmecium carajas Candiani & Bonaldo, 2017
- Myrmecium carvalhoi Candiani & Bonaldo, 2017
- Myrmecium catuxy Candiani & Bonaldo, 2017
- Myrmecium chikish Candiani & Bonaldo, 2017
- Myrmecium cizauskasi Candiani & Bonaldo, 2017
- Myrmecium coutoi Silva-Junior & Bonaldo, 2019
- Myrmecium dacetoniforme Mello-Leitão, 1932
- Myrmecium deladanta Candiani & Bonaldo, 2017
- Myrmecium diasi Candiani & Bonaldo, 2017
- Myrmecium erici Candiani & Bonaldo, 2017
- Myrmecium ferro Candiani & Bonaldo, 2017
- Myrmecium fuscum Dahl, 1907
- Myrmecium girafales Silva-Junior & Bonaldo, 2019
- Myrmecium indicattii Candiani & Bonaldo, 2017
- Myrmecium latreillei (Lucas, 1857)
- Myrmecium lomanhungae Candiani & Bonaldo, 2017
- Myrmecium luepa Candiani & Bonaldo, 2017
- Myrmecium machetero Candiani & Bonaldo, 2017
- Myrmecium malleum Candiani & Bonaldo, 2017
- Myrmecium monacanthum Simon, 1897
- Myrmecium nogueirai Candiani & Bonaldo, 2017
- Myrmecium oliveirai Candiani & Bonaldo, 2017
- Myrmecium oompaloompa Candiani & Bonaldo, 2017
- Myrmecium otti Candiani & Bonaldo, 2017
- Myrmecium pakpaka Candiani & Bonaldo, 2017
- Myrmecium quasimodo Silva-Junior & Bonaldo, 2019
- Myrmecium raveni Candiani & Bonaldo, 2017
- Myrmecium reticulatum Dahl, 1907
- Myrmecium ricettii Candiani & Bonaldo, 2017
- Myrmecium rufum Latreille, 1824
- Myrmecium souzai Candiani & Bonaldo, 2017
- Myrmecium tanguro Candiani & Bonaldo, 2017
- Myrmecium tikuna Candiani & Bonaldo, 2017
- Myrmecium trifasciatum Caporiacco, 1947
- Myrmecium urcuchillay Silva-Junior & Bonaldo, 2019
- Myrmecium urucu Candiani & Bonaldo, 2017
- Myrmecium viehmeyeri Dahl, 1907
- Myrmecium yamamotoi Candiani & Bonaldo, 2017

## Publication originale
- Latreille, 1824 : Notice sur un nouveau genre d'Aranéides. Annales des Sciences Naturelles, Zoologie, vol. 3, p. 23-27 (texte intégral).